# AliOS
AliOS（前稱：阿里雲OS、雲OS、YunOS）是阿里巴巴集團推出的行動操作系统。用於智聯網汽車、智能家居、手機、Pad等智能終端。

## 歷史
2011年7月28日，阿里巴巴集團旗下阿里雲推出阿里雲OS。
2012年9月20日，阿里巴巴集團宣布阿里雲OS將獨立於阿里雲事業群運行，接受阿里巴巴集團直接管理。阿里巴巴集團首席數據官陸兆禧將兼任阿里雲OS事業群總裁，阿里巴巴集團首席技術官王堅將兼任阿里雲OS事業群董事長及CTO職務。此外，阿里巴巴集團稱將向阿里雲OS投資2億美金，阿里雲OS成為阿里巴巴集團的戰略級產品。
2012年9月13日，宏碁和阿里巴巴集團聯合推出搭載阿里雲OS的A800新手機發布會突然取消舉行。Google認為宏碁作為開放手機聯盟的成員之一，不應該銷售運行不完整Android系統的手機。因此阻止宏碁開發與銷售YunOS手機。
2013年3月2日，阿里雲OS改稱YunOS（雲OS）。
2014年7月，YunOS入圍中国政府採購協議供應商名單，阿里巴巴集團旗下YunOS以唯一的移動操作系统身份入圍2014年中央國家機關政府採購協議供貨商名單。
2014年7月23日，YunOS進軍互聯網汽車，阿里巴巴集團旗下YunOS與上汽集團進行互聯網汽車戰略合作，希望全方位影響人們生活的互聯網，開放融合互聯網和大數據，加速與汽車產業融合，向車主的生活圈拓展服務。
2014年12月18日，YunOS亮相中國移動全球合作夥伴大會，全面展現YunOS系統以及Powered by YunOS生態圈產品，囊括手機、盒子TV、智能家居、監控、門控、燈控、窗簾等在內的數十種設備。
2015年1月，中文在線發現YunOS上的應用平台存在侵權內容並在同年6月向阿里雲公司發出通知要求刪除相關內容但未獲處理，於同年7月該公司就此起訴阿里雲並在同年12月由法院一審判決阿里云侵犯原告傳播權需賠償12萬人民幣，經上訴後維持原判。該YunOS的應用平台「雲手機助手」於2015年11月停止服務。
2015年4月9日，YunOS榮獲「CITE創新金獎」，在第三屆中國電子信息博覽會「2014 CITE創新之夜」頒獎活動，阿里巴巴集團旗下YunOS與中国公安部第一研究所合作研發的PMOS專用移動操作系统榮獲「CITE創新金獎」，與深圳路暢科技聯合研發的暢安云系列智能車載導航也榮獲「CITE創新獎」。
2015年4月28日，YunOS合作夥伴大會召開，YunOS在深圳舉行2015年合作夥伴大會，主題圍繞「開放共贏未來」，簽約了國內十大手機方案商，包括高通、MTK、展訊、Marvell、聯芯等芯片商，以及華勤、沃特沃德、鼎智、騰瑞豐、優思、迅銳、豪成、凡卓、致遠等知名設計公司。
2015年6月1日，YunOS亮相中国國家網絡安全週，由中共中央網信辦、中央編辦、教育部、科技部、工業和信息化部、公安部、新聞出版廣電總局、中國人民銀行、共青團中央、中國科協共十部門聯合主辦的第二屆國家網絡安全宣傳周在北京中華世紀壇正式拉開帷幕，阿里巴巴集團旗下YunOS與公安部第一研究所合作研發的PMOS專用移動操作系统亮相，憑藉專業的安全功能和優秀的用戶體驗獲得了一致好評。
2015年7月15日，YunOS首次亮相MWC，阿里巴巴首次參加MWC展會，旗下YunOS聯合阿里雲、阿里智能、阿里通信等首次亮相MWC展會，以「DT時代的OS」為主題，現場展示了包括智能手機、智能PAD、智能電視、天貓魔盒、智能車機、智能家居等多款設備，並用場景化的方式，通過YunOS智能手機無縫串聯起所有的智能終端，讓用戶親身體驗DT時代的移動智能生活。
2015年7月16日，全球首家YunOS智能生活體驗館在上海同濟大學開業。
2015年11月，為配合中國廣電總局的政策，部分由用戶自行安裝在YunOS電視盒子內的第三方軟件被自動刪除且不能再安裝。
2017年9月28日，YunOS改稱AliOS。
2017年10月13日，AliOS攜手斑馬網絡與神龍汽車就未來汽車智能化達成戰略合作，即將陸續推出搭載AliOS的智聯網汽車，首款車型將落地東風雪鐵龍。
2017年10月20日，AliOS家族旗下面向IoT領域的輕量級物聯網嵌入式操作系统AliOS Things正式開源。

## 爭議
Google發言人安迪·魯賓認為YunOS直接使用Android的運行時函式庫、軟體框架及開發工具，可以被視為Android的一個分支，但不完全與Android相容。參與Android的所有開發者，都貢獻了他們的原始碼，但YunOS拒絕與其他人分享，因此不應該被加入Android的生態系統中。
此外，雖然YunOS使用了開源化的Linux操作系统，但是YunOS也未依GPLv2的精神與條款，將原始代碼公開釋出，因此也不被Linux社群認可是合法的Linux分支。
阿里巴巴集團發言人John Spelich認為谷歌沒有提出抄襲的證據，也不認同YunOS是Android的一個分支。YunOS雖然底層核心同樣使用Linux内核，但是在虛擬層，Android使用Dalvik虛擬機，而阿里雲使用了阿里雲虛擬機。這個虛擬機來自阿里巴巴集團收購的一家公司，這間公司已經開發了十多年虛擬機。阿里雲並不是像其他中國廠商一樣只是修改使用者界面。
此外，阿里雲OS使用了自己的雲端引擎，自己的HTML5解析器。YunOS應用中心有許多盜版的Android軟體下載，有些軟體更由Google開發。